# Marcilly-en-Bassigny
Marcilly-en-Bassigny är en kommun i departementet Haute-Marne i regionen Grand Est (tidigare regionen Champagne-Ardenne) i nordöstra Frankrike. Kommunen ligger i kantonen Terre-Natale som tillhör arrondissementet Langres. År 2022 hade Marcilly-en-Bassigny 223 invånare.

## Befolkningsutveckling
Antalet invånare i kommunen Marcilly-en-Bassigny
| Referens: INSEE |